# Gymnophora lapidicola
Gymnophora lapidicola är en tvåvingeart som först beskrevs av Mario Bezzi 1922.  Gymnophora lapidicola ingår i släktet Gymnophora och familjen puckelflugor. Inga underarter finns listade i Catalogue of Life.